# قشلاق ملی حسینقلی
قشلاق ملی حسینقلی یک روستا در ایران است که در استان اردبیل واقع شده‌است.